# صفاقس
صَفاقُس (به عربی: صفاقس) شهری در استان صفاقس کشور تونس است که جمعیت آن در سرشماری سال ۲۰۰۴ میلادی ۲۶۵٫۱۳۱ نفر بوده‌است.